# Премия КГБ СССР в области литературы и искусства
Премия КГБ СССР в области литературы и искусства — премия, присуждавшая Комитетом Государственной Безопасности СССР с 1978 по 1988 годы писателям, режиссёрам, актёрам, деятелям искусств, участвовавшим в создании произведений о работе советских органов госбезопасности. В 2006 году учреждена аналогичная по смыслу Премия ФСБ России.

## Список лауреатов премии
- Писатель Теодор Гладков
- Писатель Василий Ардаматский
- Писатель Александр Антокольский
- Писатель Фёдор Шахмагонов (1980)
- Актёр Михаил Козаков
- Актёр Андрей Ростоцкий
- Кинорежиссёр Павел Чухрай («Люди в океане»)
- Писатель Эдуард Володарский («Люди в океане»)
- Актер Георгий Жжёнов («Ошибка резидента»)
- Кинорежиссёр Владимир Фокин
- Фильм «Операция „ТРЕСТ“»
- 1978 — за участие в телесериале «Семнадцать мгновений весны»
- Писатель Юлиан Семёнов
- Актёр Вячеслав Тихонов
- 1981 — за фильм «Государственная граница»
- Актёр Аристарх Ливанов
- Актёр Игорь Старыгин
- 1983 — за фильм «Бой на перекрёстке»
- Актёр Василий Лановой
- 1984 — за фильм «ТАСС уполномочен заявить…»
- Актёр, певец Вахтанг Кикабидзе
- Актёр Юрий Соломин
- Писатель Леонид Колосов